# Conrado I de Núremberg
Conrado I de Núremberg (en alemán: Konrad I. von Nürnberg) (c. 1186-1261), llamado el Piadoso (der Fromme), fue un burgrave de Núremberg de la casa de Hohenzollern, hijo mayor de Federico I de Núremberg y de Sofia de Raabs.

## Vida
Conrado era hijo del durgrave Federico I (originalmente conde Federico III de Zollern), primer burgrave de Núremberg de la casa de Hohenzollern, y Sofia de Raabs. Como conde de Zollern es numerado como Conrado I. Después de la muerte de su padre alrededor de 1204, el título de burgrave pasó al hermano menor de Conrado, Federico II. Sin embargo, en 1218 (o posiblemente en 1214) las posesiones de la casa se dividieron de nuevo y Conrado recibió las posesiones en Franconia con el título de burgrave.
En este período fortaleció su poder y a los Hohenstaufen en la lucha entre güelfos y gibelinos por la corona imperial. El emperador Federico II quería convertir Núremberg en una sede estable, y por lo tanto en 1219 otorgó un gran carta de la libertad al mercado del castillo. Mientras Conrado se hizo cargo de la protección militar de la ciudad como burgrave, los ciudadanos fueron capaces de alcanzar una creciente autonomía en sus asuntos internos. Conrado también apoyó al emperador en su destierro y su muerte en 1250 fue un duro golpe para los Hohenzollern, ya que habían perdido su mayor apoyo frente al resto de la nobleza alemana.
Entre 1237 y 1239 Conrado fue administrador del ducado de Austria junto con los condes de Henneberg y de Andechs, pese a que las relaciones con ellos no eran buenas. Entre otros territorios, adquirió el Rangau con Ansbach, partes significativas del valle de Pegnitz y el control sobre las rutas comerciales para Núremberg. Luchó con éxito contra los caballeros merodeadores y protegió a la nobleza.

## Familia e hijos
El nombre exacto de su esposa no se conoce. Posiblemente pudo haber sido Adelaida de Frontenhausen o la hija de Federico II, conde de Leiningen y Saarbrücken. Tuvo los siguientes hijos:
1. Federico III de Núremberg (c. 1220 - 14 de agosto de 1297, Cadolzburg).
2. Conrado IV de Núremberg (fall. 1314).
3. Adelaida (fall. 1304), casada antes del 8 de julio de 1241 con Rapoto III de Ortenburg, conde Palatino de Baviera.
4. Sofía (fall. después del 16 de junio de 1276), casada con Marquard de Arnsberg-Heydeck.